# Villa San Giovanni in Tuscia
Villa San Giovanni in Tuscia település Olaszországban, Viterbo megyében. Lakosainak száma 1196 fő (2023. január 1.). Villa San Giovanni in Tuscia Barbarano Romano, Blera és Vetralla községekkel határos.

## Népesség
A település népessége az elmúlt években az alábbi módon változott:
| Lakosok száma | 1330 | 1311 | 1196 |
|               | 2017 | 2018 | 2023 |